# گئورگ اشتنگر
گئورگ اشتنگر (به آلمانی: Georg Stenger) فیلسوف آلمانی و مدیر گروه فلسفه دانشگاه وین است. پژوهش‌هایش عمدتاً در حوزه فلسفه میان‌فرهنگی و فلسفه هایدگر است. اشتنگر ریاست انجمن فلسفه میان‌فرهنگی را هم بر عهده دارد. او در بهمن ۱۳۹۴ به ایران آمد و در دانشگاه تهران و دانشگاه علامه طباطبایی به سخنرانی پرداخت.